# Агдере (Хызинский район)
Агдере (азерб. Ağdərə) — село и муниципалитет в Хызынском районе Азербайджана. В состав муниципалитета помима самого села Агдере входят также и сёла Эмбизлер, Касымкенд, Тудар и Юхары-Ангилан.
Расположена у подножия Аладашского эйлага в 24 км к северу от Хызы, на левом берегу Чигильчая. По состоянию на 2009 год в Агдере проживало 215 жителей. Население занято зерноводством и животноводством. Имеются средняя школа, фельдшерский пункт, детский сад. Из достопримечательностей — пиры относящиеся к XV веку и мечеть Агабдал XVIII века.